# إغناثيو مارتين-إسبيرانزا
إغناثيو مارتين-إسبيرانزا (بالإسبانية: Ignacio Martín-Esperanza)‏ هو مدرب كرة قدم ولاعب كرة قدم إسباني في مركز الوسط، ولد في 5 يونيو 1936 في فيرين في إسبانيا. لعب مع ريال بيتيس وريال مدريد كاستيا وريال مدريد ونادي بونتيفيدرا.